# Cariniana kuhlmannii
Cariniana kuhlmannii là một loài thực vật linhin thuộc họ Lecythidaceae.
Loài này chỉ có ở Brasil.
Chúng hiện đang bị đe dọa vì mất nơi sống.